# Lauren Ito
Lauren Ito ist eine US-amerikanische Filmproduzentin. Einmal trat sie im Film Way of the Vampire (2005) auch als Schauspielerin auf. Ihr Schaffen beläuft sich auf mehr als zehn Produktionen.

## Filmografie
Als Filmproduzentin
- 2008: Bohemian Sunset (Kurzfilm)
- 2010: Erostratus
- 2012: The Philly Kid – Never Back Down (The Philly Kid)

Als Koproduzent
- 2011: The Task
- 2011: 51
- 2011: Scream of the Banshee
- 2013: Dark Circles
- 2013: Enemies Closer – Gefährlich nah (Enemies Closer)
- 2014: Status: Unknown (Fernsehfilm)
- 2014: Asylum
- 2014: Dead Still